# Protosteliida
Protosteliida es un orden de mohos mucilaginosos que antiguamente se clasificaban entre los mixomicetos, pero que según los análisis filogenéticos pertenecen a la clase de amebas Variosea. Usualmente se caracterizan porque pueden tomar tres formas distintas durante el transcurso de su vida: amebas unicelulares, una etapa de agregación denominada plasmodio y un cuerpo fructífero formador de esporas. En varios géneros de protostélidos las amebas se convierten directamente en los cuerpos fructíferos, mientras que en otros se forman pequeños plasmodios, aunque la esporulación es precedida por la segmentación del plasmodio en células uninucleadas o con pocos núcleos. Protosteliida contiene 36 especies conocidas.

## Características
Los protostélidos se encuentran sobre las partes muertas de las plantas, en el suelo, desechos y estiércol, alimentándose de bacterias, levaduras y esporas de hongos. En general son poco visibles en la naturaleza, a excepción de algunas especies que pueden ser abundantes y aparecer como una floración blanquecina sobre el sustrato. Muchas especies pueden cultivarse sobre una placa de Petri y alimentarse con Escherichia coli u otras bacterias. Su posición filogenética es de especial interés, pues parecen estar en la base de los mixomicetos. 
La etapa trófica usualmente consiste en una ameba (denominada protoplasto) unicelular y uninucleada, aunque en algunos grupos las amebas pueden ser multinucleadas. Algunos géneros pueden originar también protoplastos flagelados. Por último, otros géneros presentan una etapa trófica consistente en un plasmodio multinucleado reticulado.
Los esporangios se forman directamente a partir de los protoplastos o de fragmentos procedentes de la segmentación del plasmodio, con tallos huecos que contienen celulosa. Pueden distinguirse fácilmente de los hongos en que los cuerpos fructíferos no brotan de las hifas.

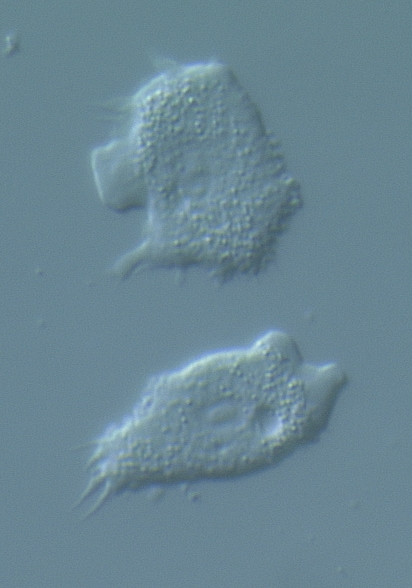
Protostelium, 1-amebas
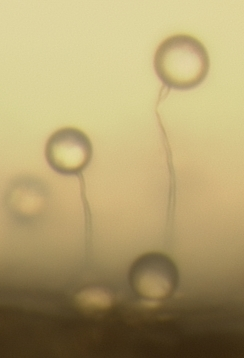
Protostelium, 2-cuerpos fructíferos

## Ciclo vital
El ciclo vital de los protostélidos comprende las etapas de espora, protoplasto (ameba o flagelado), plasmodio en algunos géneros, y cuerpo fructífero. Los protoplastos pueden lugar directamente a los cuerpos fructíferos, formando los esporangios individualmente. En las formas con plasmodios, la esporulación es precedida por la segmentación del plasmodio en células uninucleadas o con pocos núcleos.
La espora germina para producir un protoplasto que se alimenta de bacterias y se reproduce asexualmente por mitosis. Las células contienen una o más vacuolas contráctiles, vacuolas digestivas y uno o más núcleos. En algunos géneros se forman pequeños plasmodios reticulados. Los protoplastos producen seudópodos de tipo filopodio, finas extensiones temporales de hialoplasma que les sirven para capturar el alimento, movimiento celular, formación de estructuras de tipo rizoide en los protoplastos o extensión de la red en los plasmodios. El margen delantero de la célula está compuesto de hialoplasma y al igual que los seudópodos carece de grandes orgánulos celulares. El movimiento de los protoplasto es relativamente lento en comparación con las amebas de otros grupos que producen lobopodios. Las células flageladas, presentes en algunos géneros, pueden tener uno, dos o más flagelos, y antes de someterse a la división celular pierden los flagelos, que vuelven a aparecer poco después de que las células hijas se separen.
Las amebas o segmentos de plasmodios pueden formar quistes cuando las condiciones ambientales se vuelven desfavorables o falta el alimento. El quiste germina y libera al protoplasto cuando las condiciones se vuelven favorables. La reproducción sexual no ha sido observada en este grupo.
Eventualmente algunos protoplastos darán lugar a esporangios. Este consiste en un tallo con un tubo delgado en su interior y que lleva en el extremo superior de una a cuatro esporas. La conversión del protoplasto en esporangio se realiza de la siguiente forma. El cuerpo celular del protoplato se convierte en semiesférico y luego toma la forma de sombrero, con el protoplasma concentrado en la zona central. Una cubierta protectora delgada se forma sobre la célula en este momento, cubriendo todo el esporocarpo durante su desarrollo, probablemente como protección frente la desecación. A continuación, parte del protoplasma se deposita sobre el sustrato, originando el soporte en forma de disco del esporocarpo. Al mismo tiempo, una porción semiesférica del citoplasma se diferencia en la región basal de la protoespora. Esta comienza a secretar el tubo hueco de tallo, elevándose sobre el sustrato. Cuando el tallo alcanza toda su longitud, la protoespora, que se sitúa en la punta del tallo, segrega un pared a su alrededor y se convierte en una espora. El proceso completo usualmente se completa en 30-60 minutos. En la mayoría de las especies, las esporas son germinables inmediatamente, pero en otras requieren un período de reposo.

## Clasificación
Protosteliida incluye cuatro familias actualmente:
- Protosteliidae. Incluye amebas uninucleadas que carecen de flagelos o bien son flageladas con varias cinétidas por célula.

- Cavosteliidae. Comprende desde amebas reticuladas, uninucleadas o multinucleadas, hasta plasmodios multinucleados. Presentan subseudopodia, con anastomosis en algunos géneros. Pueden presentar o no flagelos, con varias cinétidas por célula.

- Soliformovidae. Incluye amebas uninucleadas, en forma de abanico, con subseudopodia y no flageladas.

- Schizoplasmodiidae. Todos los miembros de esta familia forman plasmodios multinucleados reticulados. Carecen de flagelos o bien presentan una cinétida biflagelada por célula.

Los análisis filogenéticos han revelado que la familia antigua Ceratiomyxidae y los géneros Protosporangium y Clastostelium forman un orden dentro de Myxogastrea nombrado Protosporangiida, mientras que las otras familias forman un orden dentro la clase de amebas Variosea.